# Бюро судебно-медицинской экспертизы
Бюро́ суде́бно-медици́нской эксперти́зы (БСМЭ) — государственное судебно-экспертное учреждение. БСМЭ является юридическим лицом и находится в непосредственном подчинении органа управления здравоохранением субъекта Российской Федерации.
В структуре БСМЭ выделяют следующие структурные подразделения:
1. отдел судебно-медицинской экспертизы трупов с гистологическим отделением;
2. отдел судебно-медицинской экспертизы пострадавших, обвиняемых и других лиц;
3. отдел сложных экспертиз;
4. отдел экспертизы вещественных доказательств, включающий в себя такие лаборатории (отделения) как судебно-биологическая, медико-криминалистическая, судебно-химическая, биохимическая, цитологических и генетических исследований;
5. организационно-методический отдел;
6. районные, межрайонные и городские отделения бюро;
7. хозяйственная часть.